# Вольценбург, Оскар Эдуардович
О́скар Эдуа́рдович Вольценбу́рг (4 [16] марта 1886, деревня Вангамыза, Санкт-Петербургский уезд, Санкт-Петербургская губерния, Российская империя — 20 января 1971, Ленинград, СССР) — русский и советский библиограф, специалист по искусствоведческим библиографии и библиографоведению, музейный работник и педагог. Сотрудник Эрмитажа и Публичной библиотеки в Ленинграде, автор концепции и основной составитель библиографического словаря «Художники народов СССР», остающегося неоконченным.

## Биография
Родился 16 марта 1886 года в Вангамызе под Павловском; сын мастера бумажной фабрики, переселившегося из Германии и позднее принявшее русское подданство. В 1904 году окончил Петришуле. В 1904 году поступил в Институт гражданских инженеров, который он окончил в 1914 году и получил специальность архитектора. Был очень способным студентом, за что администрация учебного заведения избрала его на должность заведующего студенческой библиотекой. Дальнейшая работа была связана с библиотековедением — работал в различных организациях Ленинграда. Работал в качестве преподавателя в Политическо-просветительском институте (ныне Институте культуры). С 1932 по 1959 год (с небольшими перерывами) заведовал Научной библиотекой Эрмитажа; в годы Великой Отечественной войны руководил эвакуацией музейных книжных и архивных фондов.
Скончался 20 января 1971 года в Ленинграде. Похоронен на Серафимовском кладбище.

## Научные работы
Основные научные работы посвящены библиотековедению. Автор ряда научных работ. Под руководством Вольценбурга было начато издание библиографического словаря «Художники народов СССР».

## Членство в обществах
- 1930 — член Русского библиографического общества